# Kébakoro
Kébakoro est une localité située dans le département de Tangaye de la province du Yatenga dans la région Nord au Burkina Faso.

## Géographie
Kébakoro se trouve à environ 11 km à l'ouest du centre de Tangaye, le chef-lieu du département, et à 27 km à l'ouest de Ouahigouya.

## Santé et éducation
Le centre de soins le plus proche de Kébakoro est le centre de santé et de promotion sociale (CSPS) de Tangaye tandis que le centre hospitalier régional (CHR) se trouve à Ouahigouya.